# Gare de Pont-d’Ardres
Gare de Pont-d'Ardres vasútállomás Franciaországban, Ardres településen.

## Vasútvonalak
Az állomást az alábbi vasútvonalak érintik:
- Lille–Fontinettes-vasútvonal

## Kapcsolódó állomások
A vasútállomáshoz az alábbi állomások vannak a legközelebb:
- Gare des Fontinettes
- Gare de Nortkerque